# Navetes de Biniac
Les navetes de Biniac, appelées aussi navetes funéraires de Biniac-l'Argentina, sont deux monuments funéraires de type naveta, distants d'environ 700 m, datés de l'âge du bronze, localisés sur la commune d'Alaior, sur l'île de Minorque dans l'archipel des Îles Baléares en Espagne. 

## Naveta ouest

### Architecture
Le monument a été édifié sur un petit affleurement rocheux sur le côté nord duquel on peut voir une dépression d'origine anthropique correspondant peut-être à la carrière d'extraction des matériaux de construction du monument. L'édifice est de forme circulaire, il mesure 8 m de diamètre. Les murs extérieurs sont construits en appareil cyclopéen. Il comporte un petit couloir rectangulaire de 1,70 m de long sur 0,8 m de large. L'accès à la chambre se fait par une grande dalle percée d'une ouverture rectangulaire dont l'encadrement comporte les traces d'une feuillure destinée à maintenir en place le dispositif de fermeture initial (porte en bois ou dalle en pierre). La chambre est de forme oblongue, elle mesure 4,45 m de long pour une largeur maximale de 2,21 m en son centre. Les murs internes, conservés sur les premières assises, sont constitués comme à l'extérieur par un appareil cyclopéen. La totalité de la couverture de la chambre a été perdue.

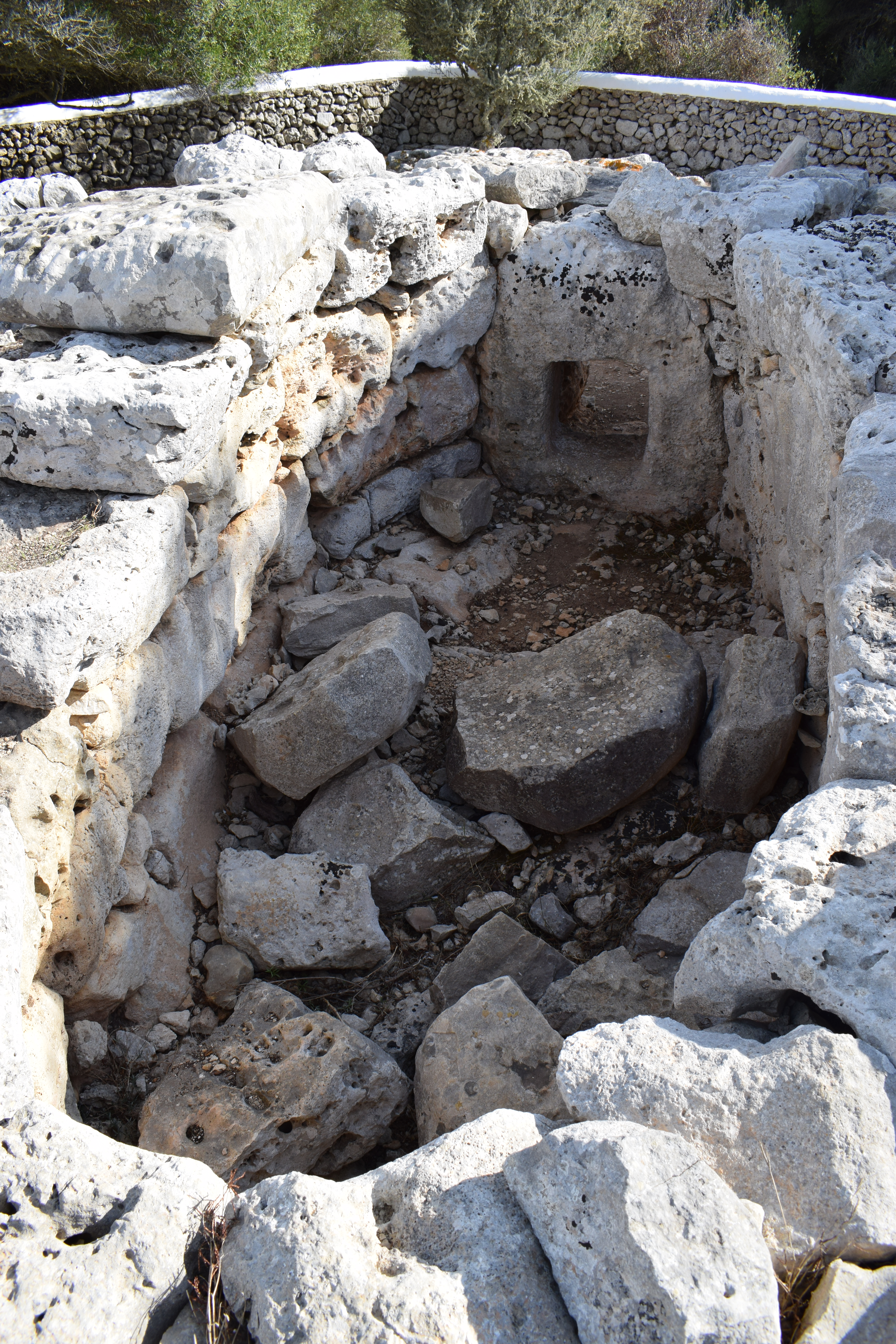
Vue aérienne de la chambre (naveta ouest).

### Matériel archéologique
La naveta a été fouillée en 1915 par Antonio Vives Escudero et, en 1916, par J. Flaquer Fabregues, notaire à Alaior, qui a qualifié le monument de naveta de « type intermédiaire » en raison de sa forme. Ces travaux n'ont fait l'objet d'aucune publication et on ignore si du matériel archéologique a pu être recueilli lors de ces fouilles. En 1924, Martínez Santaolalla signale dans un article que le rapport de fouilles de Vives Escudero mentionnait la découverte dans un grand récipient en forme de jarre retrouvé intact, de plus de 25 cm de haut, de plusieurs bracelets en bronze ou en cuivre et de quelques allènes ou poinçons dont un en os.
En 1976, une équipe du musée de Minorque, dirigée par Lluis Plantalamor Massanet, entreprend une nouvelle fouille du monument après la découverte de grandes dalles à l'intérieur de la chambre, ce qui pouvait laisser promettre l'existence d'une couche archéologique préservée par la chute de ces dalles probablement issues du plafond d'origine. Trois strates archéologiques sont alors découvertes : une première couche d'une épaisseur de 10 à 15 cm d'épaisseur constituée de terre sombre d'origine végétale, une seconde couche en terre rouge d'environ 30 à 40 cm d'épaisseur contenant une masse compacte d'ossements, d'objets en os et en bronze et de céramiques très fragmentées, une troisième couche en terre située sur le socle rocheux avec un petit matériel archéologique. 
Les céramiques découvertes ont été classées en ceux groupes distincts : un groupe A constitué de céramiques homogènes de couleur grise avec des pots de forme globulaire et un groupe B de céramiques moins uniformes de couleur ocre clair à noire. Les objets en os sont des boutons, en forme de triangle et de pyramide avec des perforations en « V », et un poinçon. Les objets en bronze correspondent à des fragments de poinçons et d'anneaux. A l'extérieur de la naveta, la fouille archéologique permet de recueillir un abondant matériel céramique à pâte grise qui pourrait correspondre à une occupation du site antérieure à la construction de la naveta ou, selon Plantalamor Massanet, à une vidange partielle de la chambre.

### Datations
Une datation par le carbone 14 d'ossements issus de la naveta indique une période d'utilisation vers 850 av. J-C. mais, en chronologie relative, la construction du monument serait comprise entre 1050 et 540 av. J-C.. 

### Protection
La naveta a été classée Bien d'Intérêt Culturel en 1966 (référence 51-0003121). En 2013, l'Espagne a proposé l'inscription du site au titre de la « culture talayotique de Minorque » sur la liste indicative de l'UNESCO, préalable à une possible inscription au patrimoine mondial.

## Naveta est

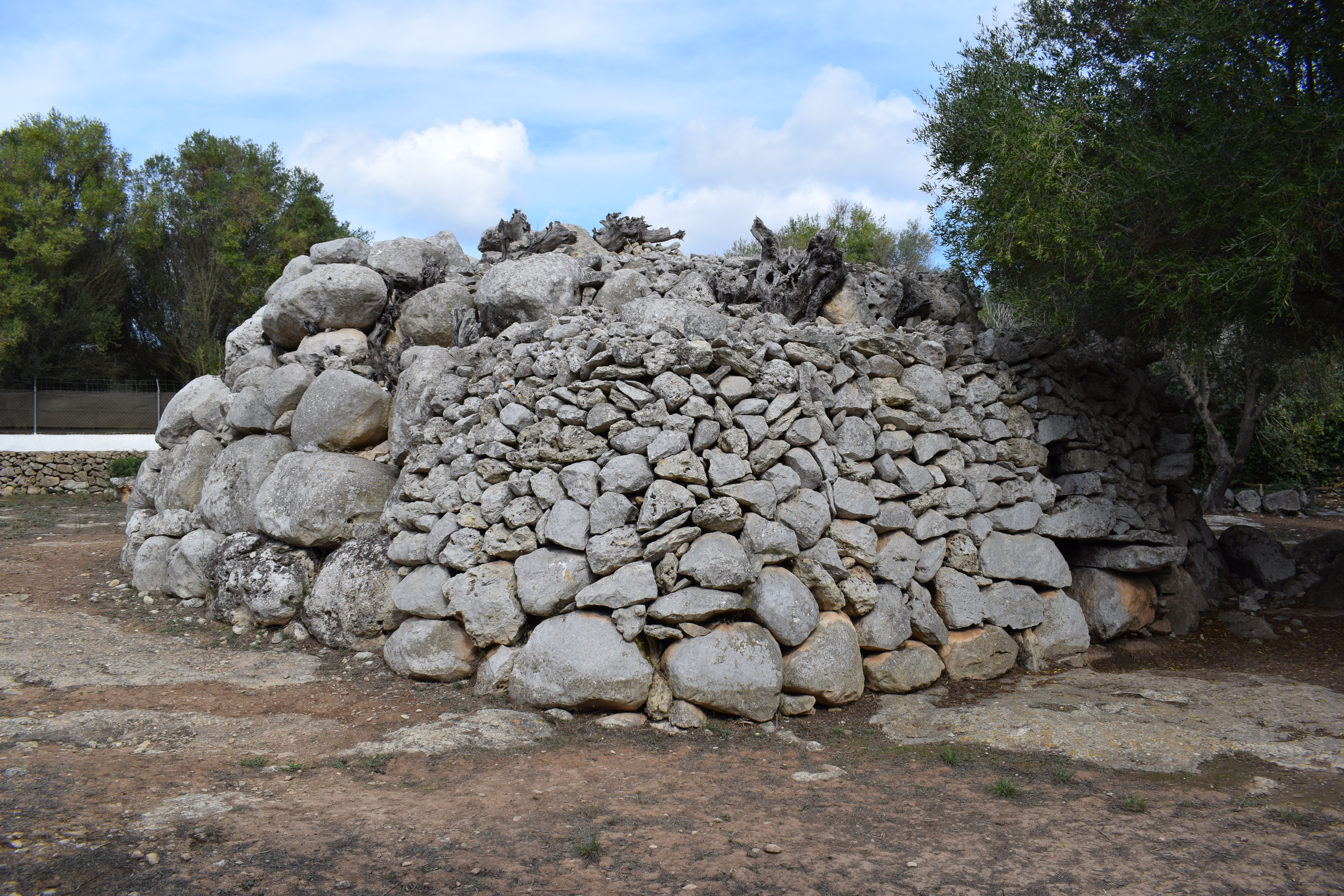
Mur arrière reconstruit en petit appareil (naveta est).

C'est un monument de plan circulaire d'environ 4 m de hauteur. Il comporte une porte d'entrée, sur la façade sud, débouchant sur un couloir rectangulaire long et étroit (3,10 m de long sur 0,80 m de large). Le couloir mène à une chambre oblongue (4,20 m de long sur 2,30 m de large) d'une hauteur de 2,20 à 2,30 m recouverte par quatre grandes dalles.
L'édifice a été restauré à une date inconnue pour servir d'abri au bétail et l'architecture actuelle ne correspond pas à celle d'origine. En 1901, selon F. Hernández Sanz, la façade avait déjà été restaurée mais l'édifice était encore recouvert d'oliviers sauvages. La restauration de la façade avec de petites pierres disposées transversalement n'est pas conforme à la pose à l'horizontale qui caractérise l'architecture d'origine de ce type de monument. De même, les petits escaliers, permettant d’accéder au sommet de l'édifice, ont été réalisés lors de cette restauration et sont identiques à ceux construits dans les murs traditionnels minorquins. L'antichambre ne comporte pas d'accès en cheminée vers le niveau supérieur, l’existence à l'origine d'une seconde chambre au niveau supérieur n'étant d'ailleurs pas prouvée, et le passage de l'antichambre à la chambre se fait par une porte à linteau et non au travers d'une dalle percée. Enfin, le mur intérieur droit de la chambre a été conforté avec de petites pierres et l'abside se compose d'une unique grande dalle.
Compte-tenu de sa réutilisation ultérieure en abri, la couche archéologique a été totalement détruite.